# Andes plagosa
Andes plagosa är en insektsart som först beskrevs av William Lucas Distant 1911.  Andes plagosa ingår i släktet Andes och familjen kilstritar. Inga underarter finns listade i Catalogue of Life.